# Franz Eschle
Franz Eschle (* 23. Februar 1859 in Königsberg i. Pr.; † 13. Oktober 1918) war ein deutscher Mediziner. Er war von 1902 bis 1918 Direktor der Pflegeanstalt des Kreises Heidelberg in Sinsheim.

## Leben
Eschle studierte 1876–1881 an der Albertus-Universität Königsberg Medizin. 1879 wurde er im Corps Hansea Königsberg recipiert. Als Inaktiver wechselte er an die Albert-Ludwigs-Universität Freiburg, an der er 1889 zum Dr. med. promoviert wurde. Anschließend war er Assistenzarzt und 2. Arzt an der von Emanuel Mendel gegründeten und von Paul Richter geleiteten Privat-Nervenheilanstalt in Pankow. 1885 wechselte er an das Lazarus-Krankenhaus Berlin. 1886/87 war er als praktischer Arzt in Hamburg tätig. 1887–1891 diente er als Sanitäter in Konstanz und Colmar. Danach war er als 1. Assistent an der Medizinischen Universitäts-Poliklinik Freiburg tätig. 1896–1902 leitete er als Direktor die Pflegeanstalt der Kreise Karlsruhe und Baden-Baden für körperlich und geistig Gebrechliche in Hub. 1902 wurde er zum Direktor der Kreispflegeanstalt in Sinsheim ernannt. Diese Position hatte er bis zu seinem Tod im Alter von 59 Jahren inne.

## Werke
- Kurzer Abriss der Gesundheits- und Krankenpflege. Berlin 1902.
- Die krankhafte Willensschwäche und die Aufgaben der erziehlichen Therapie. Berlin 1904.
- Grundzüge der Psychiatrie. Wien 1907.
- Funktionelle Therapie. Berlin 1910.
- Funktionelle Diagnostik. Berlin 1912.
- Katechismus für Helferinnen vom Roten Kreuz. München 1913.